# Magallanes (Cavite)
Magallanes é um município de  quarta classe de renda municipal (d) na província Cavite, nas Filipinas. De acordo com o censo de 1 de maio  de  2020 possui uma população de 23 851 pessoas e 5 785 domicílios.